# Tramvajová trať Osová – Nemocnice Bohunice
Tramvajová trať Osová – Nemocnice Bohunice je dvoukolejná tramvajová dráha v Brně ve čtvrti Starý Lískovec zprovozněná 11. prosince 2022. Hlavním účelem novostavby bylo lepší dopravní napojení nemocnice Bohunice a univerzitního kampusu Masarykovy univerzity, především přímé rychlé spojení s centrem města a hlavním nádražím.
Trať o délce přibližně 900 m, kterou provozuje Dopravní podnik města Brna, je vedena převážně v 619 m dlouhém hloubeném tunelu, jehož součástí je také podzemní zastávka Západní brána. Ukončena je úvraťově v dopravním uzlu Nemocnice Bohunice.

## Popis
Tramvajová trať se odpojuje od tratě do smyčky Starý Lískovec u zastávky Osová, která byla během stavby posunuta o tři sta metrů východním směrem, na území městské části Bohunice. Po odpojení se trať zanořuje do 619 metrů dlouhého hloubeného tunelu pod Mikuláškovým náměstím a ulicí Jihlavskou. V tunelu pokračuje do podzemní zastávky Západní brána (pracovní názvem Nová Jihlavská), která má jedno ostrovní nástupiště. Nachází se v hloubce osmi metrů a je krytá ocelovou konstrukcí se skleněným zastřešením. Pak trať pokračuje tunelem k vyústění v ulici Netroufalky a míří do konečné stanice Nemocnice Bohunice. Ta je koncipována jako úvraťová se dvěma odstavnými kolejemi podél vjezdu do tunelu.

## Historie
Projekt tramvajové tratě vznikl v roce 2010. Protože již tehdy byl projekt prioritou města, město nechalo zpracovat geologický průzkum stavby a v roce 2017 zahájilo směnu pozemků se společností Real spektrum Západní Brána. O rok později bylo vypsáno výběrové řízení na zhotovitele. V letech 2018–2019 byla v sousedství terminálu Nemocnice Bohunice postavena měnírna Netroufalky. V březnu 2019 získalo Brno dotaci 1 miliardy korun z Operačního programu Doprava, která měla činit 85 % nákladů. Na konci května 2019 bylo podle výběrového řízení ke stavbě vybráno sdružení firem FIRESTA-Fišer a Metrostav, které mělo trať vyprojektovat a následně postavit. V polovině roku 2019 se mělo začít projektovat, smlouva na zhotovení byla podepsána 26. června 2019. K slavnostnímu zahájení stavby došlo 14. října 2019. Na přelomu let 2019 a 2020 byly realizovány sondy a přeloženy inženýrské sítě, začátek stavby vlastní tratě proběhl na jaře 2020.
Dne 13. dubna 2021 požehnal biskup Vojtěch Cikrle v katedrále sv. Petra a Pavla sochu svaté Barbory, patronky důlních staveb a podzemí. Ta byla následně převezena na stavbu trati a zasazena u vjezdu do tunelu v ulici Netroufalky. Sochu z kararského mramoru, která je vysoká 90 cm a váží 120 kg, vytvořili pracovníci Kamenoprůmyslu Komárek v Letovicích ve spolupráci se sochařem Albertem Sotem.
Dne 9. září 2022 projela v rámci zkušebních jízd novým úsekem poprvé tramvaj. Ke zprovoznění celé trati došlo 11. prosince 2022, kdy byla na ni přesměrována linka 8 obsluhovaná obousměrnými vozy, neboť její protilehlá konečná stanice v Líšni je od roku 1998 také úvraťová.
Náklady na stavbu dosáhly částky 1,496 miliardy korun.

## Galerie

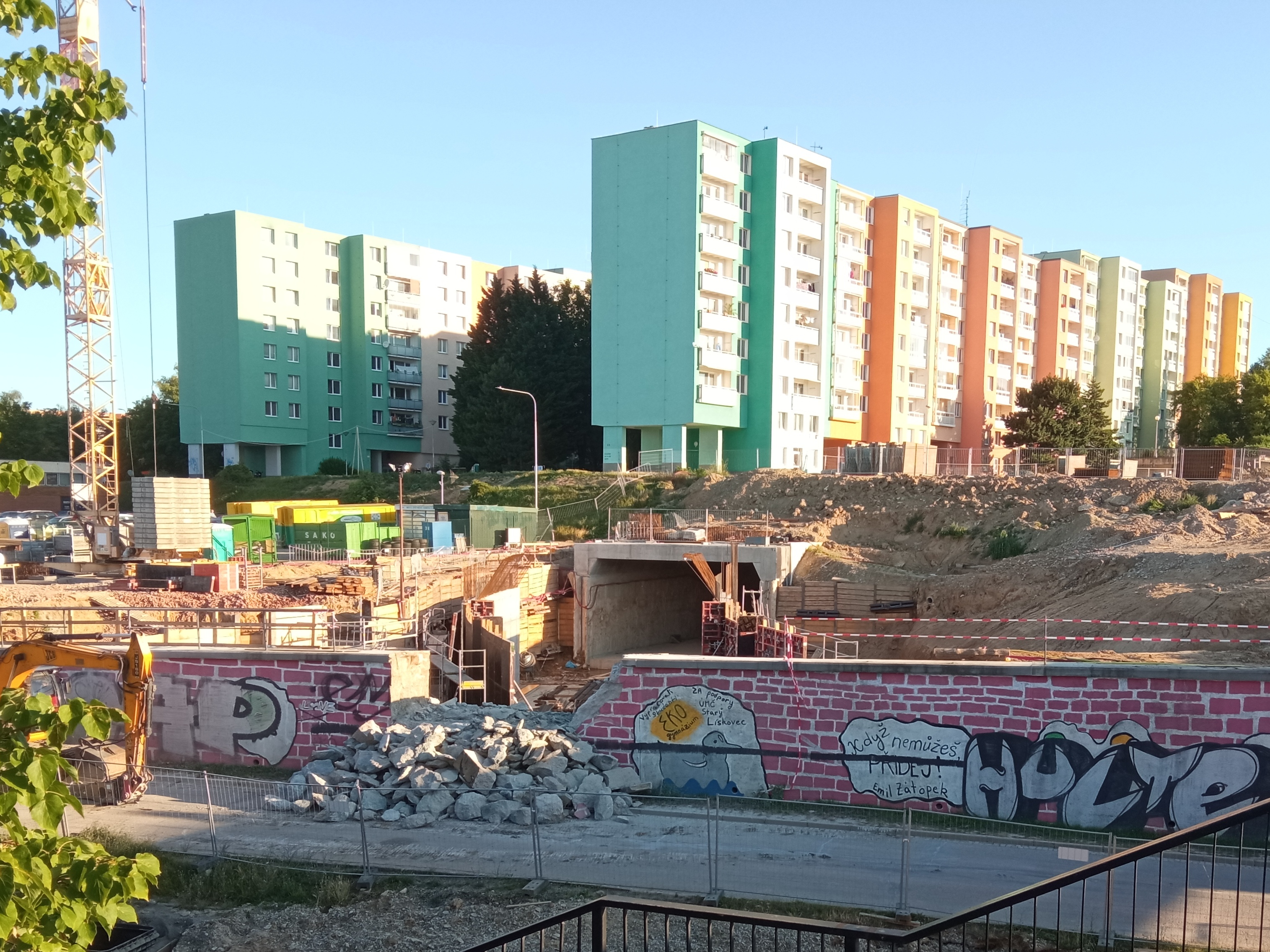
Stavba tunelu u ulice Vltavské v červenci 2021
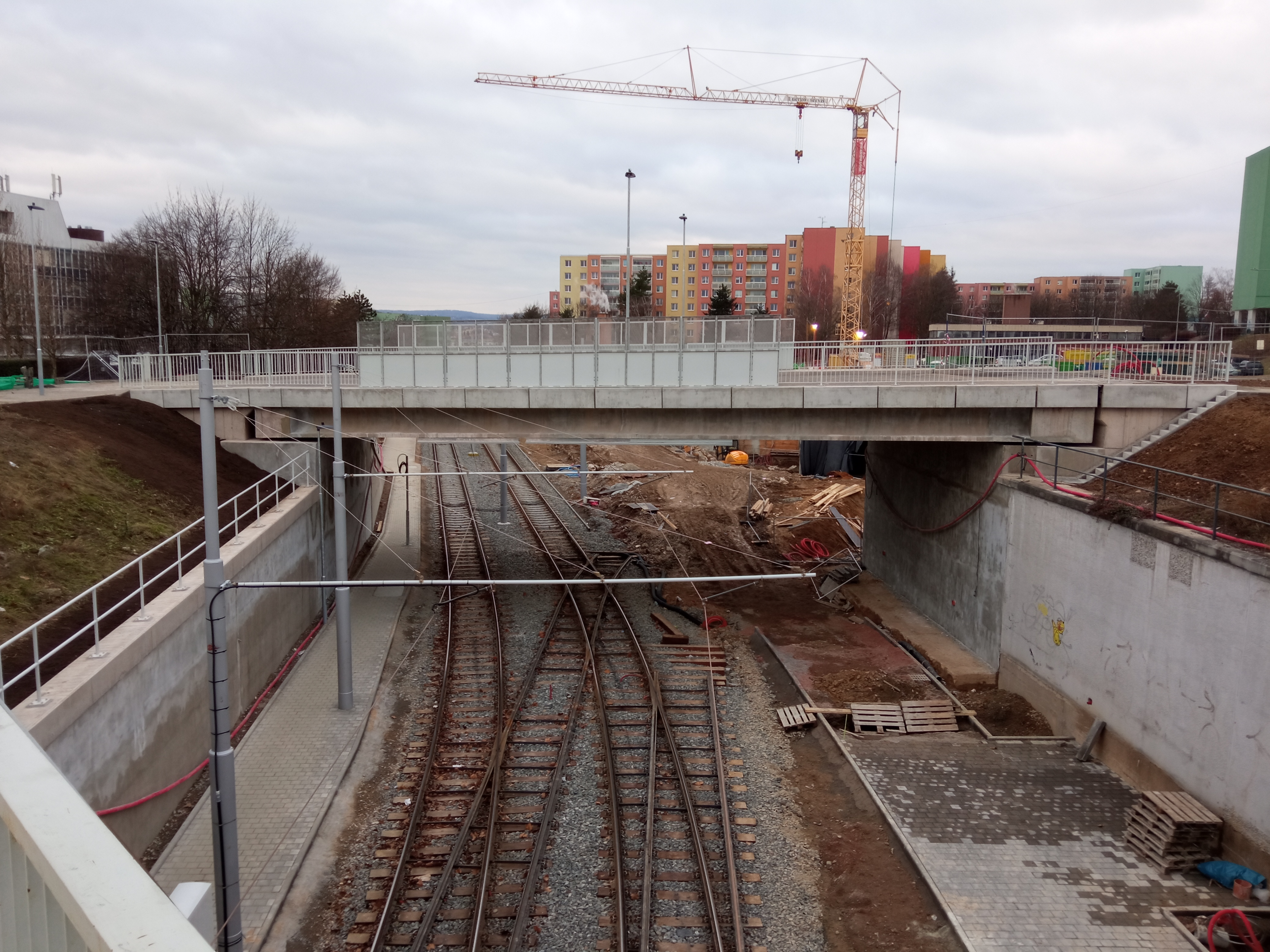
Výstavba odbočení tratě u zastávky Osová v prosinci 2021
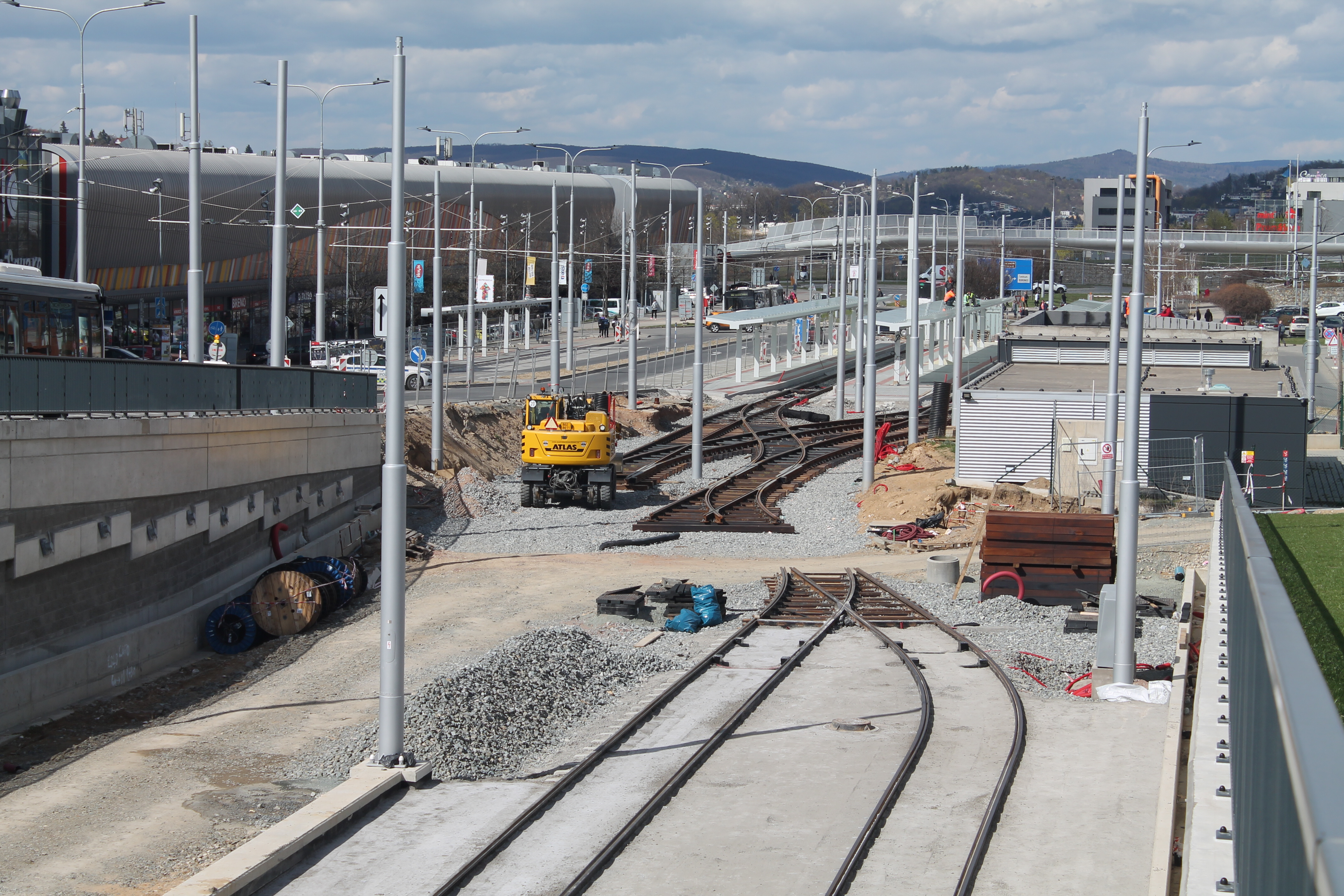
Stavba koncového úseku v dubnu 2022
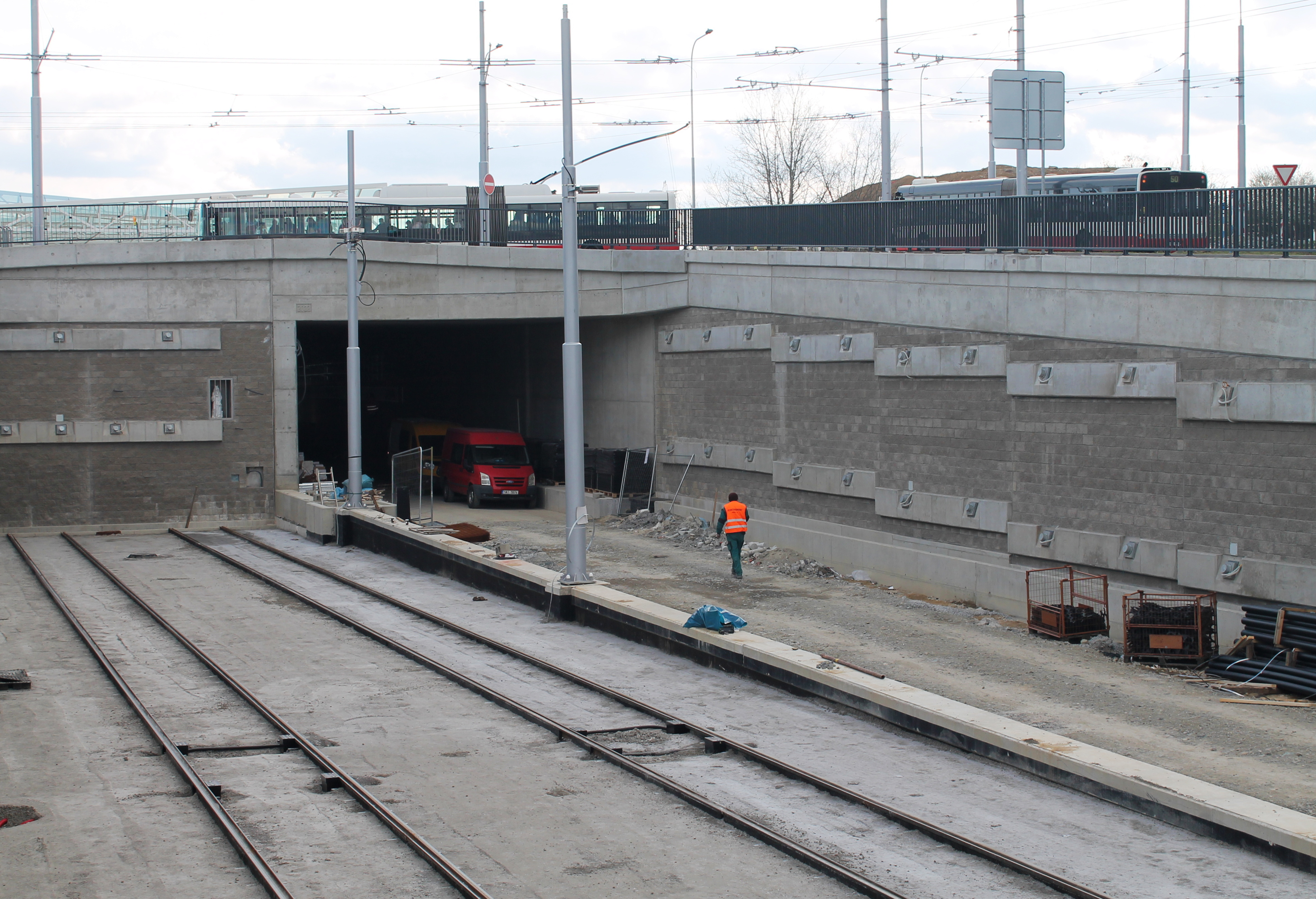
Odstavné koleje a tunelový portál v ulici Netroufalky v dubnu 2022
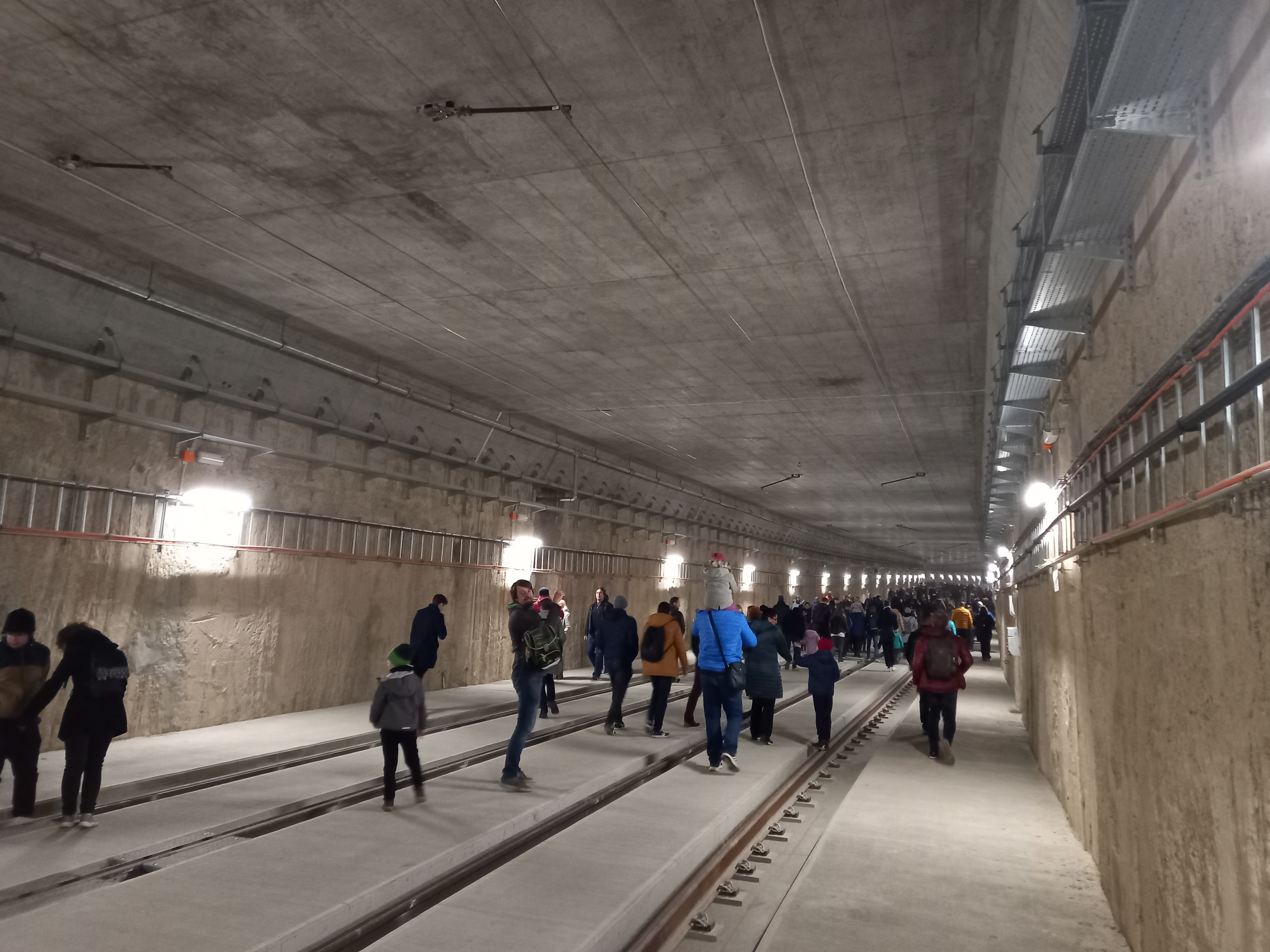
Trať v tunelu při dni otevřených dveří v listopadu 2022
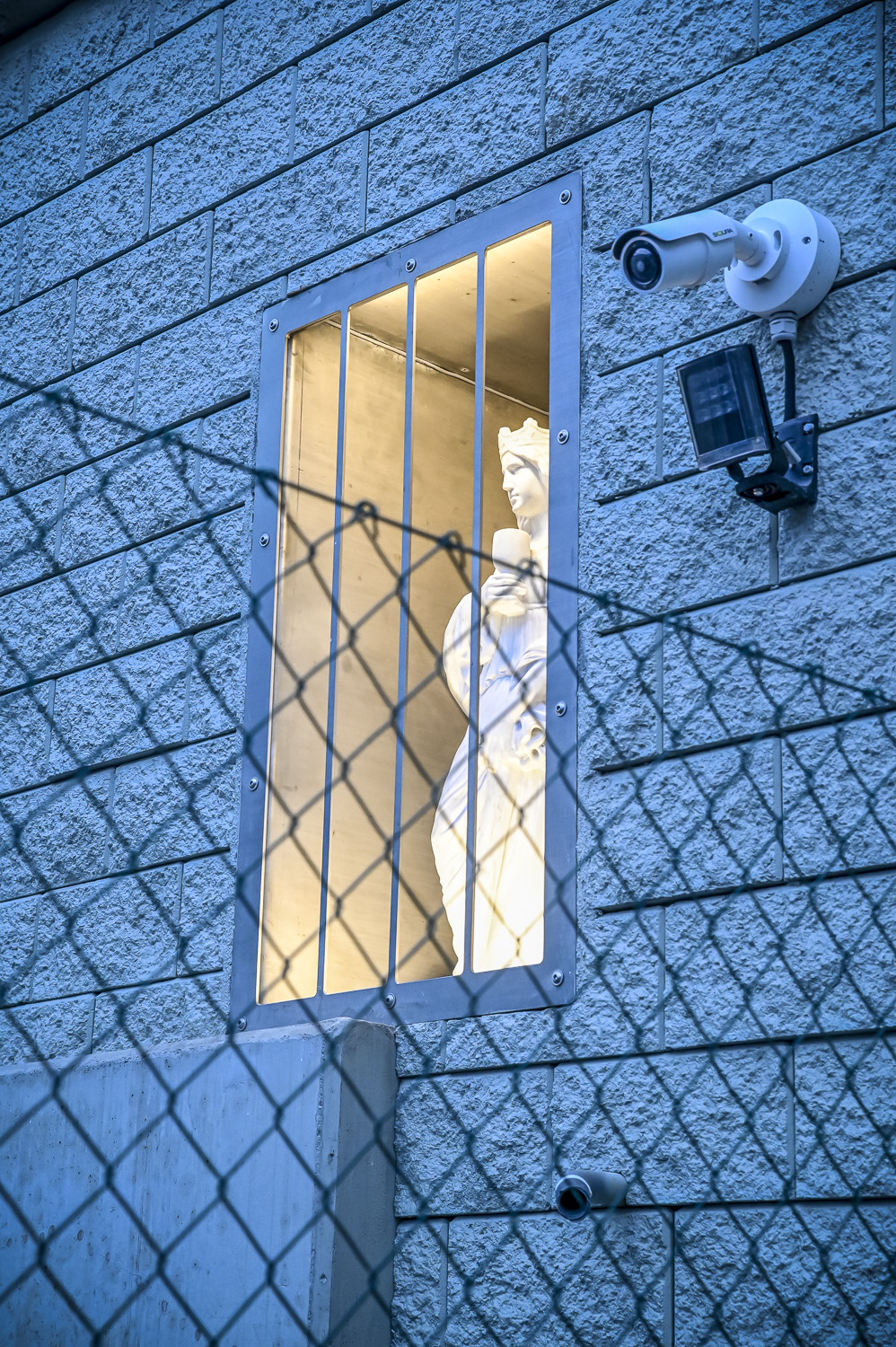
Socha svaté Barbory u portálu tunelu v ulici Netroufalky
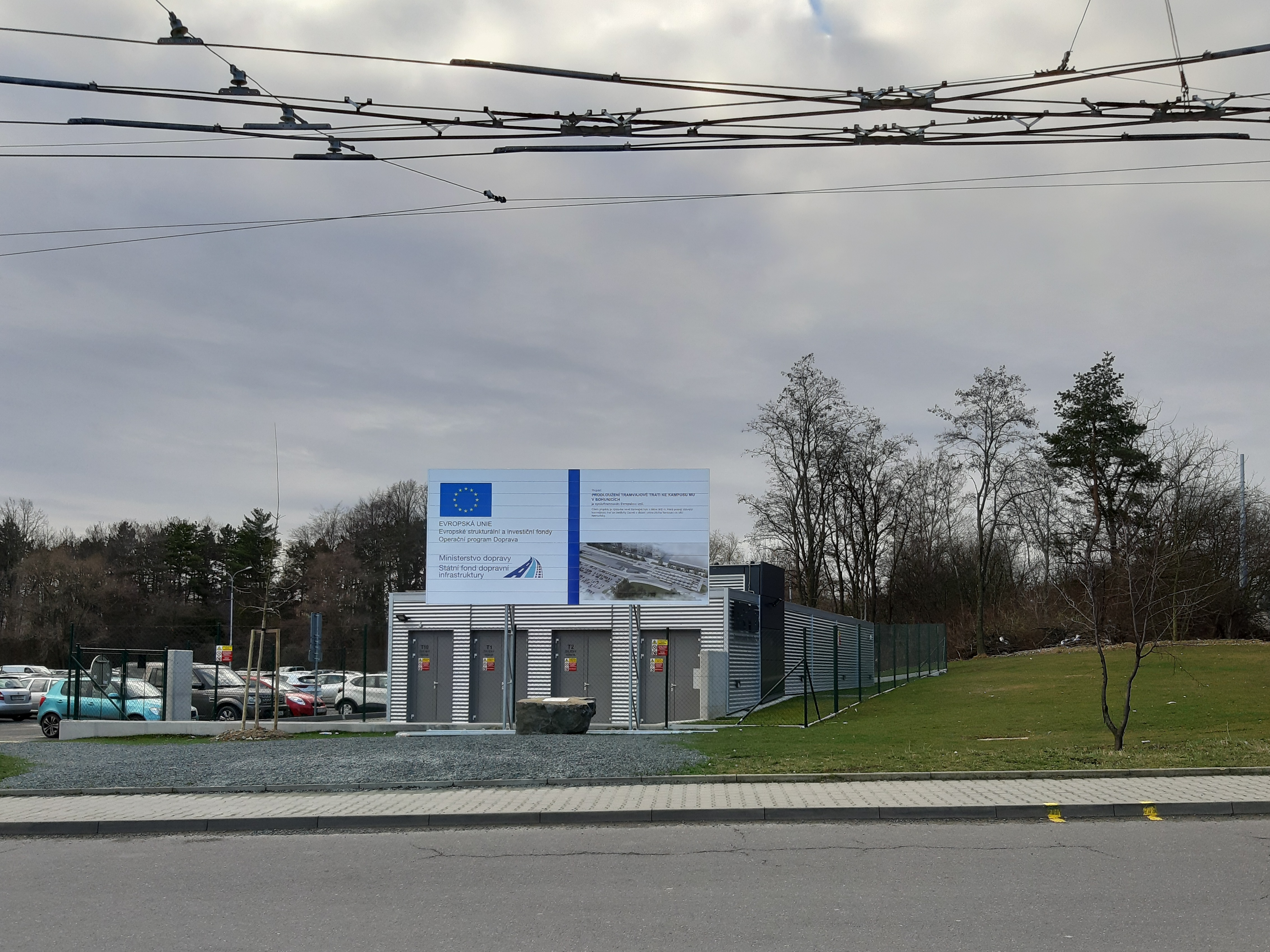
Měnírna Netroufalky u terminálu Nemocnice Bohunice (2020)
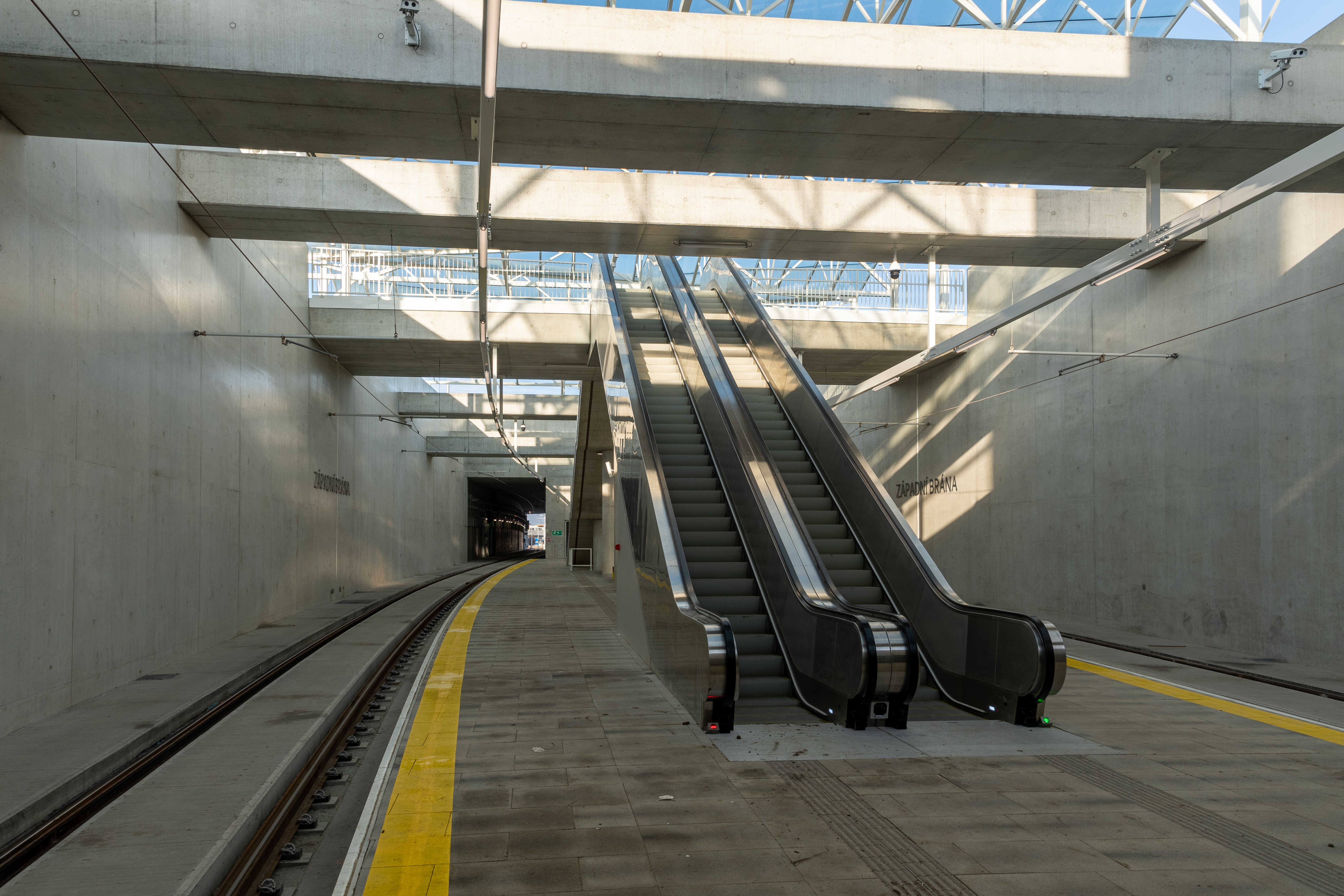
Zastávka Západní brána
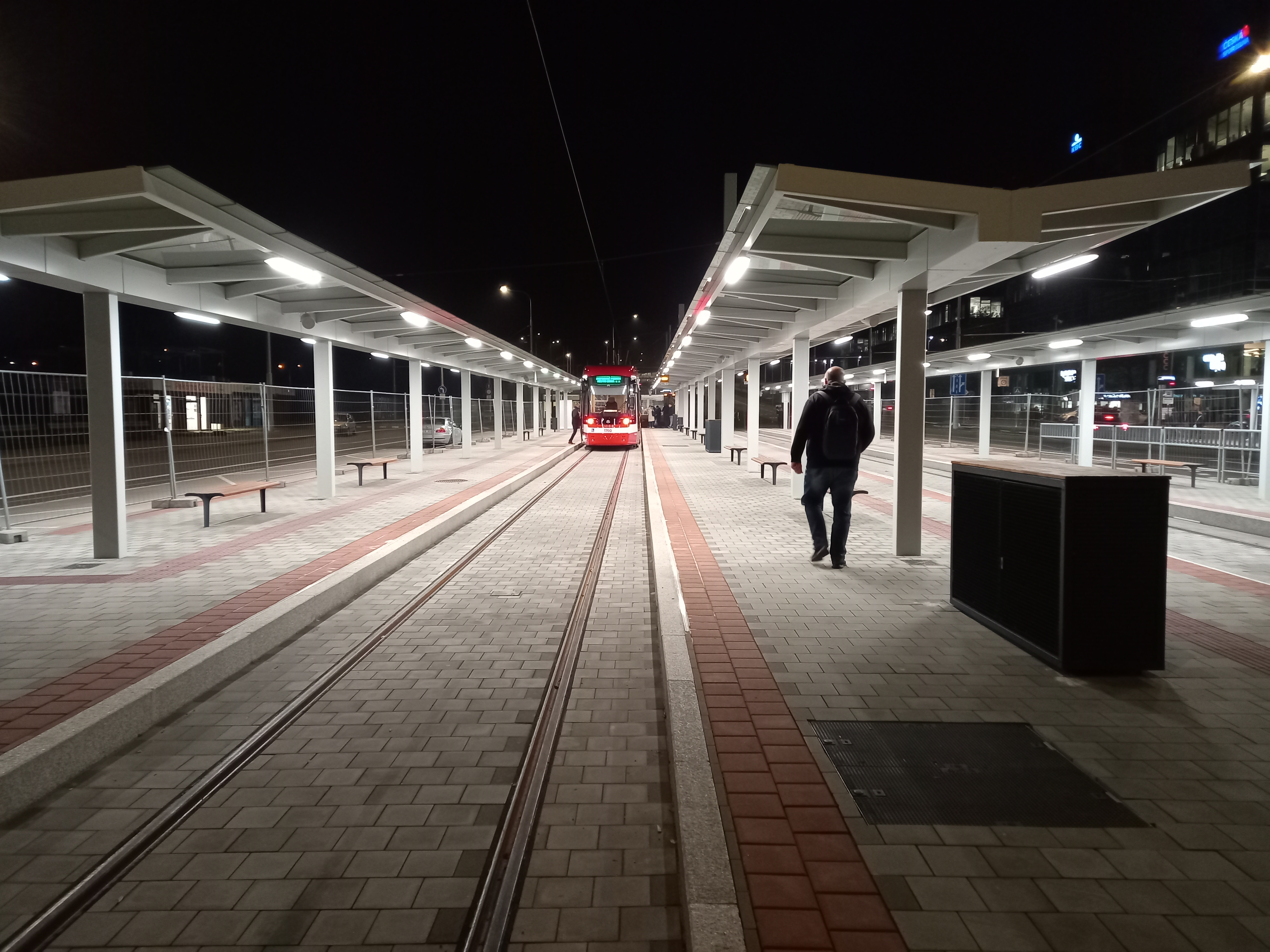
Konečná zastávka Nemocnice Bohunice